# Alte Burg Fürstenstein
Die Ruine der sogenannten Alten Burg Fürstenstein (polnisch Zamek Stary Książ) liegt nicht weit vom Schloss Fürstenstein in Niederschlesien.

## Geschichte
Möglicherweise gab es hier im Mittelalter einen militärischen Vorposten. Graf Hans Heinrich VI. ließ hier durch Christian Wilhelm Tischbein 1794–1797 eine künstliche Burgruine im Stil der Romantik errichten. Zum Teil wurden  dafür historische Bauteile von anderen Bauten verwendet, so etwa das Renaissanceportal des abgebrochenen Renaissancebaus von Schloss Kittlitztreben. Nach Reiseberichten war die künstliche Burgruine im Inneren wohnlich eingerichtet. Nach Besetzung der Region durch die Rote Armee brannte der Bau völlig aus, so dass heute nur noch Mauerreste erhalten sind.

## Zugang
Die Alte Burg liegt an einem gelb-blaugelb markierten Wanderweg, der vom Parkplatz von Schloss Fürstenstein abgeht und über den Talgrund der Pełcznica (Polsnitz) führt.